# Arctophila
Arctophila és un gènere de plantes de la família de les poàcies, ordre de les poals, subclasse de les commelínides, classe de les liliòpsides, divisió dels magnoliofitins.

## Taxonomia
- Arctophila brizoides Holm
- Arctophila chrysantha Holm
- Arctophila effusa Lange
- Arctophila fulva (Trin.) Andersson
  -     - Arctophila fulva subsp. fulva

  - Arctophila fulva var. fulva
    - Arctophila fulva subsp. pendulina (Laest.) Á. Löve i D. Löve

  - Arctophila fulva var. pendulina (Laest.) Holmb.
    - Arctophila fulva subsp. similis (Rupr.) Tzvelev

  - Arctophila fulva var. similis (Rupr.) Tzvelev
- Arctophila gracilis Holm
- Arctophila laestadii Rupr.
- Arctophila pendulina (Laest.) Andersson
- Arctophila trichopoda Holm